# Mieloide

Diagrama que mostra o desenvolvimento de diferentes células sanguíneas, desde a célula estaminal hematopoiética até às células maduras.

Diagrama completo que mostra o desenvolvimento das diferentes células sanguíneas, desde a célula estaminal hematopoiética até às células maduras nas linhagens mieloide e linfóide.

O termo mielóide sugere uma origem na medula óssea ou na medula espinhal, que dá origem às células hematopoiéticas, que formam as células sanguíneas. Também pode ser chamado de tecido mielogénico e é frequentemente utilizado como sinónimo, como em leucemia mieloide crónica.
Na hematopoiese, as células mieloides ou células mielógenas são células sanguíneas que têm origem numa célula progenitora, como os granulócitos, monócitos, eritrócitos ou plaquetas]. Esta célula progenitora é a progenitora mieloide comum ou CFU-GEMM. Num sentido mais restrito, célula mieloide refere-se à linhagem dos mieloblastos (os mielócitos, monócitos e tipos derivados). Assim, embora todas as células sanguíneas, mesmo os linfócitoss, nasçam normalmente na medula óssea em adultos, as células mieloides no sentido estrito do termo podem ser distinguidas das células linfoides, ou seja, os linfócitos, que têm origem nas células progenitoras linfóides comuns que dão origem às células B e T. A celular|diferenciação]] (i.e., linfopoiese) não está completa até que migrem para órgãos do linfáticos como o baço e o timo para serem programados na presença de antigénios estranhos. Assim, entre os leucócitos, o termo mieloide está associado ao sistema imunitário inato, em contraste com o termo linfoide, que está associado ao sistema imunitário adaptativo. Da mesma forma, mielógeno refere-se geralmente a células brancas não linfocitárias, e eritróide utilizado para distinguir as células relacionadas com os eritrócitos, distinguindo-as das mielóides e linfóides.
A palavra mielopoiese tem vários significados semelhantes a mieloide. No sentido estrito, a mielopoiese é a formação especificamente regulada de leucócitos mielóides (mielócitos), pelo que, neste sentido, a mielopoiese é diferenciada da eritropoiese e da linfopoiese (embora todas as células sanguíneas se formem na medula óssea no adulto).
As neoplasias mieloides afetam sempre as linhagens celulares da medula óssea e estão relacionadas com as células hematopoiéticas. O tecido mieloide pode também estar presente no fígado e no baço dos fetos e, por vezes, até em adultos, resultando em hematopoiese extramedular.
Existe um sentido do termo mielóide que significa "pertencente à espinal medula", mas é utilizado com muito menos frequência. Mieloide não deve ser confundido com mielina, que é a substância que forma a camada isolante que cobre os axónios de muitos neurónioss.